# Unhais da Serra
Unhais da Serra ist eine Gemeinde (Freguesia) im portugiesischen Kreis Covilhã. In ihr leben 1048 Einwohner (Stand 19. April 2021).

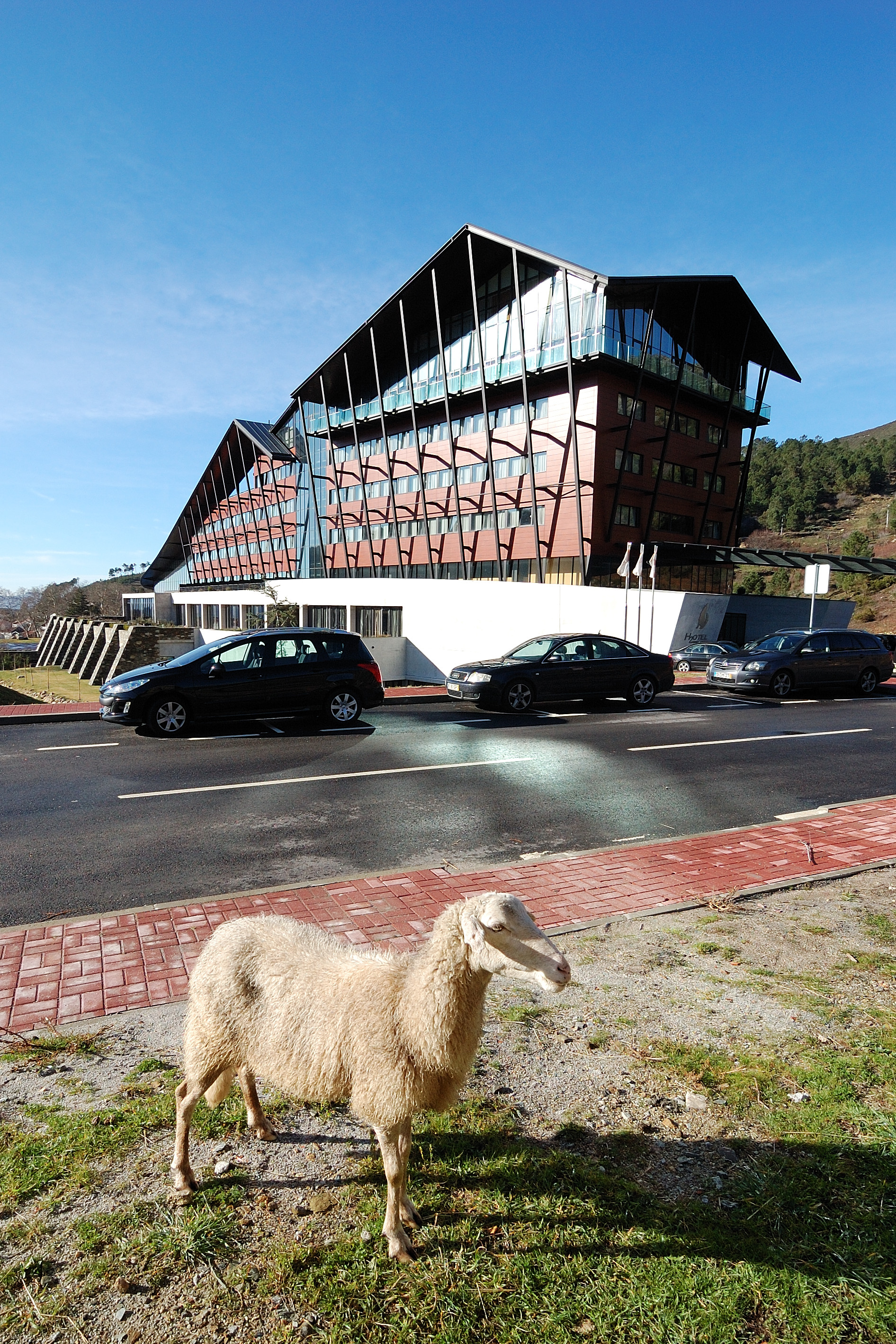
Straßenszene in Unhais da Serra, im Hintergrund das H2otel

## Geschichte
Erstmals erwähnt wurde der heutige Ort in der Stadtrechte-Urkunde, die König Sancho I. dem Ort Covilhã im Jahr 1186 verlieh. 1758 wurde der Ort zu einer eigenständigen Gemeinde. Seit Ende des 19. Jahrhunderts erlebte der Ort mit Thermalbad einen Aufschwung als mondänes Reiseziel, mit Eröffnung des Grande Hotels mit Casino. Ermöglicht wurde diese Entwicklung vor allem durch die aufstrebende Textilindustrie in der Region, und ihre nunmehr vermögenden Industriellen. Am 11. Juli 1985 wurde der Ort zur Vila (Kleinstadt) erhoben.

## Kultur, Sport und Sehenswürdigkeiten
Die 37° warmen und mit 36.000 Litern in der Stunde reichhaltig sprudelnden Heilquellen, und die Natur der Serra da Estrela sind die touristischen Hauptanziehungspunkte des Ortes. Auf Grund seiner von nahezu unberührter Natur umgebenen Lage in der Serra da Estrela ist er ein Ort für Gesundheitstourismus geworden, aber auch Wanderer, verschieden ausgelegte Wassersportler und Kletterer finden hier Betätigungsmöglichkeiten. Mountainbike-Wettbewerbe finden in der Gemeinde statt, und Rad- und Wanderwege durchziehen den angrenzenden Naturpark der Serra da Estrela.
Mit der Casa Museu Rancho Folclórico ist ein Volkstanz-Museum in der Gemeinde beheimatet, dazu sind alte Wassermühlen oder auch Kapellen zu besichtigen.
Der 1947 gegründete Fußballverein Futebol Clube Estrela, ein Jagd- und Anglerverein, ein Volkstanzverein und andere kulturelle und soziale Vereinigungen sind in der Gemeinde aktiv.